# Paweł Sapieha (1860-1934)
Paweł Sapieha (1. září 1860 Gumniska – 31. května 1934 Siedliska) byl rakouský politik polské národnosti z Haliče, na přelomu 19. a 20. století poslanec Říšské rady.

## Biografie
Byl šlechtického původu. Pocházel z rodu Sapieha. Absolvoval gymnázium ve Lvově. Studoval práva na Jagellonské univerzitě, Vídeňské univerzitě a Univerzitě Karlově v Praze. Pak působil jako koncipient a později státní úředník v Přemyšli. Potom strávil tři roky v Bosně. V letech 1888–1889 podnikl velkou cestu po Asii, v jejímž rámci navšívit Cejlon, Siam, Čínu, Singapur, Japonsko nebo Koreu.
V letech 1908–1914 zasedal jako poslanec Haličského zemského sněmu.
Byl také poslancem Říšské rady (celostátního parlamentu Předlitavska), kam usedl ve volbách do Říšské rady roku 1897 za kurii venkovských obcí v Haliči, obvod Jasło, Gorlice atd. Mandát obhájil ve volbách do Říšské rady roku 1901, tentokrát za kurii všeobecnou, obvod Brody, Kamionka, Žovkva atd. Slib složil 5. února 1901. V rejstříku poslanců v období 1897–1901 se uvádí jako kníže Paul Sapieha, c. k. okresní hejtman, bytem Siedliska.
Ve volbách roku 1897 je uváděn jako oficiální polský kandidát, tedy kandidát parlamentního Polského klubu. I do voleb roku 1901 šel jako oficiální polský kandidát.
Od roku 1913 zastával funkci předsedy Červeného kříže v Haliči. Po vzniku Polska byl prvním předsedou polské organizace Červeného kříže. Za první světové války se podílel na organizování humanitárních aktivit ve Lvově. Před postupem fronty se dočasně přestěhoval do Krakova. Na své vyrabované sídlo v Siedliskach se vrátil roku 1915.
Jeho manželkou byla princezna Matylda Eleonora Windischgrätzová (1873–1968), dcera rakousko-uherského generála Ludvíka Josefa Windischgrätze (1830–1904) a vnučka slavného maršála knížete Alfreda Windischgrätze. 